# Râul Valea Călenelor
Râul Valea Călenelor este un curs de apă, afluent al Râului Mare. 